# 将乐丽蛛
将乐丽蛛（学名：Chrysso jianglensis）为球蛛科丽蛛属的动物。在中国大陆，分布于福建等地。该物种的模式产地在福建龙栖山。